# Cadoul de Crăciun (film din 1996)
Pentru un film omonim din 1949 vedeți Holiday Affair
Cadoul de Crăciun (titlu original: Holiday Affair) este un film american de Crăciun de comedie de dragoste pentru televiziune din 1996 regizat de Alan Myerson. Rolurile principale au fost interpretate de actorii Cynthia Gibb, David James Elliott și Curtis Blanck. A avut premiera la 15 decembrie 1996. Este o refacere a Holiday Affair, un film de Crăciun din 1949 cu Robert Mitchum și regizat de Don Hartman. Holiday Affair este bazat pe povestirea Christmas Gift de John D. Weaver.

## Prezentare
Jodie Ennis (Cynthia Gibb), o tânără văduvă cu un fiu de șase ani, pe nume Timmy (Curtis Blanck), se întâlnește cu un avocat plictisitor pe nume Paul (Tom Irwin) doar din motive de siguranță. Cu toate acestea, după ce se întâlnește cu un chipeș vânzător pe nume Steve (David James Elliott) care, din greșeala ei, este concediat,  cei doi devin prieteni și încep să se îndrăgostească unul de altul. Dar lucrurile se complică când Steve îi spune că plănuiește să se mute la Virginia...

## Distribuție
- Cynthia Gibb ca Jodie Ennis
- David James Elliott ca Steve Mason
- Curtis Blanck ca Timmy Ennis
- Al Waxman ca Mr. Corley
- Tom Irwin ca Paul Davis
- George R. Robertson (menționat ca George Robertson)
- Patricia Hamilton ca Susan Ennis
- Victor Ertmanis
- Pam Hyatt ca Emily Chambers (menționată ca Pamela Hyatt)
- Christina Collins
- James Binkley
- Allegra Fulton
- Derek Keurvorst
- Avril Garrett
- Jesse Cairns